# Момир Лазић
Момир Лазић (Сарајево, 26. август 1947 — Београд, 31. јануар 2020) био је српски књижевник, новинар, публициста и издавач.

## Биографија
Момир Лазић рођен је 26. августа 1947. године у Сарајеву. Превођен је на шведски, русински, албански, македонски, словеначки, италијански, малтешки, пољски, мађарски, руски, јерменски, белоруски, бугарски, румунски и енглески језик.
Оснивач је и главни и одговорни уредник часописа за културу, уметност и друштвена питања „Збиља” који је покренуо 1990. године у Карловцу. Био је и главни и одговорни уредник издавачке куће „Ривел Ко” у Београду.
Уврштен је у најелитиније антологије српске књижевности: духовне, љубавне и родољубиве поезије.
У Хрватској је, као истакнут члан Српске демократске странке, хапшен и затваран од стране режима ХДЗ-а.
Живео је на Фрушкој гори. Преминуо је 31. јануара 2020. године у Београду после дуге и тешке болести.

## Дела (библиографија)

### Збирке песама
- „Жега” (1957)
- „Рађање” (1970)
- „Јутро на уснама” (1979)
- „Пјесме љубави” (1983)
- „Чигрице грлице из Складишне улице” (1986)
- „Сунцу у походе” (1989; са Маријом Лазић)[а]
- „Између додира и испуњења” (1990; са Маријом Лазић)[б]
- „Говор пјене” (1991)
- „Предаја истине” (1991)
- „Дан у камену” (1993)
- „Не дам се љубави” (1994)
- „Мом народу да не заборави” (1996)
- „Мом народу да не заборави” (2001; друго издање)
- „Христоискрице” (2007)
- „Правда” (2009)
- „Време обмана” (2010)[в]
- „Неправда” (2011)
- „Слава Богу” (2013)
- „Између десет прстију” (2015)

### Романи
- „Швабац” (1987)

### Књиге огледа и расправа
- „Тридесет један портрет” (1998)
- „Крст завичаја” (2000)
- „Испирање мозга” (2003)
- „Пут у катаклизму” (2004)
- „Образ и отаџбина” (2005)

### Приредио
- „Антологија српске збиље на арапском језику” (2006)

## Награде и признања
- Награда Академије Иво Андрић за животно дело
- „Златна значка” Културно-просветне заједнице Србије
- Награда „Лазар Вучковић” за поезију
- Међународна награда за поезију „Познањ 1986”
- „Златна потковица” за најбољу родољубиву књигу
- Награда часописа „Породица и дијете” за прозу
- Награда „Милица Стојадиновић Српкиња” за поезију
- Награда „Небојша М. Крстић” за духовно стваралаштво Срба
- Награда „Светозар Милетић” за животно дело у новинарству
- Књижевна награда „Павле Марковић Адамов” за животно дело
- Награда Минерва за књигу „Пут у катаклизму”, 2006.
- Плакета са ликом Симе Матавуља коју додељује Удружење књижевника Србије, 2019.